# Ernst von Wangenheim (Regierungsrat)
Ernst von Wangenheim (* 26. Januar 1797 in Gotha; † 19. Juni 1860 ebenda) war Regierungspräsident im Herzogtum Sachsen-Coburg und Gotha.
Ernst von Wangenheim war der Sohn des Freiherrn, Wirklichen Geheimrates und Präsidenten der Militair-Verwaltungskammer Adam Carl Friedrich von Wangenheim. Seine Mutter Charlotte Luise Auguste war eine geborene von Ziegesar.
Er studierte ab Herbst 1814 Rechtswissenschaften an der Universität Göttingen und wurde Mitglied des Corps Hannovera. 1816 wechselte er an die Universität Heidelberg. 1817 nahm er „von Göttingen kommend“ am Wartburgfest teil. Nach dem Studium trat er wie schon sein Vater in den Staatsdienst des ernestinischen Herzogtums ein. Er wurde vom Regierungsassessor zum Regierungsrat befördert und schließlich zum Regierungspräsidenten berufen.
Ernst von Wangenheim war verheiratet mit Caroline von Haacke.